# Xolotlán Lacus
Lo Xolotlan Lacus è una struttura geologica della superficie di Titano.